# Ambassade des États-Unis en Suisse
 (février 2025).
L'ambassade des États-Unis en Suisse est la représentation diplomatique des États-Unis auprès de la Confédération suisse et de la principauté du Liechtenstein. Elle est située à Berne, la capitale, au 19 Sulgeneckstrasse.

## Histoire
Les États-Unis établissent des relations diplomatiques avec la Suisse le 29 juin 1853, date à laquelle est établie une légation à Berne, dirigée par un ministre-résident, dont le premier est Theodore Sedgwick Fay (1807–1898). En 1953, la légation est élevée au rang d'ambassade.
À partir de 1997, l'ambassadeur en Suisse est également accrédité auprès de la principauté du Liechtenstein.

## Liste des ambassadeurs
| Période   | Nom                        |
| --------- | -------------------------- |
| 1997-1999 | Madeleine May Kunin        |
| 1999-2001 | J. Richard Fredericks (en) |
| 2001-2003 | Mercer Reynolds (en)       |
| 2003-2006 | Pamela Willeford (en)      |
| 2006-2008 | Peter Coneway              |
| 2009-2013 | Don Beyer                  |
| 2014-2017 | Suzan Gail LeVine          |
| 2017-2021 | Edward McMullen            |
| 2021-2025 | Scott Miller               |